# Suzuki S-Cross
Suzuki S-Cross - samochód osobowy typu crossover segmentu C, produkowany przez japoński koncern Suzuki od 2021 roku. Samochód jest następcą modelu SX4 S-Cross.

## Opis modelu
Suzuki S-Cross jest tak naprawdę kolejną generacją modelu SX4 S-Cross, jednak japoński koncern zdecydował się na zmianę nazwy samochodu. Pod względem rozwiązań technicznych nie różni się wiele od poprzednika - bazuje na tej samej platformie podłogowej, tj. Suzuki Global C. W przeciwieństwie do modelu Across, samochód nie został zapożyczony z gamy Toyoty.
S-Cross ma identyczne wymiary (długość, szerokość, wysokość), co poprzednik. Rozstaw osi również się nie zmienił, jednak według producenta w środku jest nieco więcej miejsca. Wymiary samochodu czynią z niego jedną z mniejszych propozycji wśród crossoverów segmentu C. Pojemność bagażnika, niezmiennie, wynosi 430 litrów przy rozłożonej kanapie tylnej.

### Silniki
1.4 BOOSTERJET MHEV (oznaczenie K14D)
Silnik ten jest póki co jedynym oferowanym w Europie napędem do S-Crossa. Już wcześniej, bo od 2020 roku, był on jednostką napędzająca model SX4 S-Cross. Dysponuje on mocą 129 koni mechanicznych oraz momentem obrotowym na poziomie 235 Nm. Dzięki tzw. technologii miękkiej/łagodnej hybrydy (MHEV) crossover Suzuki charakteryzuje się niskim spalaniem (5,3 litra na 100 km w cyklu mieszanym wg WLTP). Silnik elektryczny przy przyspieszaniu wspomaga silnik benzynowy, dostarczając mu dodatkowe 10 kW mocy i 50 Nm momentu obrotowego. Sprawia to, że auto przyspiesza do prędkości 100 km/h nawet w 9,5 sekundy.
Silnik 1.4 występuje z 6-biegową manualną lub automatyczną skrzynią biegów (ta druga nie jest dostępna we wszystkich wersjach wyposażenia). Oprócz tego S-Cross może być wyposażony w napęd na cztery koła 4WD ALLGRIP w trzech z czterech wersji wyposażenia, co wyróżnia go w segmencie.

### Wyposażenie i postęp
Największe zmiany japoński crossover przeszedł pod względem wyglądu. Charakteryzuje się znacznie odważniejszą stylistyką, odbiegającą od designu reszty modeli. Samochód zachował obłą bryłę poprzednika, jednak otrzymał charakterystyczne, ostro zarysowane wzory świateł. Najbardziej zwracający uwagę jest tył samochodu. Samochód charakteryzuje się też dość wysokim prześwitem oraz oferowanymi w standardzie akcesoriami stylistycznymi dodającymi S-Crossowi terenowego wyglądu.
Wnętrze nie zmieniło się bardzo; wciąż jest utrzymane w konserwatywnym nurcie stylistycznym, obsługa wielu elementów wciąż odbywa się za pomocą przycisków. Niektóre elementy, na przykład kierownica czy kształt nawiewów, nie zmieniły się wcale w stosunku do poprzednika. Największą, zauważalną zmianą jest nowoczesny system multimedialny z ekranem o przekątnej 7 lub 9 cali. Odświeżona została też tablica wskaźników za kierownicą oraz wzory tapicerek.

#### Wersje wyposażenia
- Comfort
- Premium
- Elegance
- Elegance Sun

Standardowe wyposażenie wersji Comfort obejmuje m.in. 7 poduszek powietrznych, elektrycznie sterowane lusterka zewnętrzne, klimatyzację manualną, światła drogowe, mijania i do jazdy dziennej LED, tylne światła w technologii LED, felgi aluminiowe 17'', system multimedialny z ekranem 7'' i kamerą cofania, adaptacyjny tempomat, elektrycznie otwierane szyby przednie i tylne, podwójną podłogę bagażnika czy fotel kierowcy z regulacją wysokości.
Wersja Premium wyposażona jest dodatkowo w dwustrefową klimatyzację automatyczną, podgrzewane przednie fotele, przeciwmgłowe światła przednie, nawiewy powietrza dla pasażerów w drugim rzędzie, czujnik deszczu, funkcję podgrzewania lusterek zewnętrznych, regulowane oparcie kanapy z tyłu, podłokietnik dla pasażerów tylnej kanapy, przyciemniane szyby tylne, pedały zapadające się w razie zderzenia czołowego czy dodatkowe głośniki wysokotonowe.
Wersja Elegance jest też wyposażona w powiększony ekran systemu multimedialnego (9'') z nawigacją, polerowane felgi aluminiowe 17'', dodatkowy głośnik centralny, tapicerkę siedzeń ze skóry syntetycznej oraz kamerę cofania z widokiem 360°. Jako Elegance Sun występuje tylko ze skrzynią automatyczną i napędem na cztery koła, a do wyposażenia dodaje szklany dach panoramiczny.

## Dane techniczne
| Wersja napędu                       | Moc maksymalna [kW(KM) / obr./min] | Maks. moment obrotowy (Nm / obr./min) | Przyspieszenie 0-100 km/h (s) | Prędkość maksymalna (km/h) | Śr. zużycie paliwa w c. mieszanym (l/100 km) | Emisja CO2 w c. mieszanym (g/km) |
| ----------------------------------- | ---------------------------------- | ------------------------------------- | ----------------------------- | -------------------------- | -------------------------------------------- | -------------------------------- |
| 1.4 Boosterjet MHEV 2WD 6MT         | 95(129) / 5500                     | 235 / 2000-3000                       | 9,5                           | 195                        | 5,3                                          | 119-120                          |
| 1.4 Boosterjet MHEV 2WD 6AT         | 95(129) / 5500                     | 235 / 2000-3000                       | 9,5                           | 195                        | 5,7-5,8                                      | 129-130                          |
| 1.4 Boosterjet MHEV 4WD ALLGRIP 6MT | 95(129) / 5500                     | 235 / 2000-3000                       | 10,2                          | 195                        | 5,8-5,9                                      | 132-133                          |
| 1.4 Boosterjet MHEV 4WD ALLGRIP 6AT | 95(129) / 5500                     | 235 / 2000-3000                       | 10,2                          | 195                        | 6,1                                          | 139                              |

| Długość/szerokość/wysokość (mm)          | 4300/1785/1580-1585 |
| Rozstaw osi (mm)                         | 2600                |
| Prześwit (mm)                            | 175                 |
| Pojemność bagażnika/zbiornika paliwa (l) | 430-1230/47         |
| Pojemność skokowa silnika (cm3)          | 1373                |
| Masa własna (kg)                         | 1195-1330           |
| Dopuszczalna masa całkowita (kg)         | 1685-1780           |